# Maarja Kruusmaa
Maarja Kruusmaa (rojena Maarja Sink), estonska računalniška znanstvenica, * 4. januar 1970
Maarja Kruusmaa je estonska računalniška znanstvenica, profesorica na Tehniški univerzi v Talinu, kjer opravlja funkcijo prorektorice za raziskave in vodje centra za biorobotiko. Njeno glavno raziskovalno področje je podvodna robotika, ki posnemajo gibanje rib in želv.

## Življenje in delo
Leta 1989 je diplomirala na Politehniki v Talinu (smer elektronske računalniške naprave) in leta 1994 na Tehniški univerzi v Talinu, smer računalniki in računalniška omrežja. Med letoma 1995 in 2002 je bila doktorska študentka na Tehniški univerzi Chalmers na Švedskem, kjer je leta 2002 zagovarjala doktorsko disertacijo z naslovom "Načrtovanje ponavljajočih se poti za mobilne robote v dinamičnih okoljih".
Med letoma 2004 in 2009 je Kruusmaa delala kot višja raziskovalka za informacijsko tehnologijo na Tehniškem inštitutu Univerze v Tartuju. Od leta 2009 do 2016 je bila soustanoviteljica in direktorica za razvoj podjetja Fits.me.
Na Tehniški univerzi v Tallinnu je delala na več pomembnih položajih. Med letoma 2008 in 2016 vodila Center za biorobotiko in bila profesorica. Od leta 2015 do 2019 je bila prodekanja za raziskovalno dejavnost na Fakulteti za informacijsko tehnologijo. Od leta 2017 je profesorica na Inštitutu za računalniške sisteme in vodi tamkajšnji Center za biorobotiko. Od leta 2020 opravlja funkcijo prorektorice za znanstvenoraziskovalno delo.
Leta 2016 je bila izvoljena za članico Estonske akademije znanosti na področju tehničnih ved. Pripada oddelku za informatiko in tehnične vede na akademiji in je članica upravnega odbora akademije (od 2019). Je članica Estonske polarne raziskovalne komisije in Sveta estonskih centrov odličnosti v znanosti.

## Raziskovalna področja
Kruusmaajina glavna raziskovalna področja so biorobotika, elektroaktivni materiali in naprave ter njihovo upravljanje, podvodna robotika ter učni algoritmi za inteligentne robote. Po podatkih Estonske akademije znanosti,
razvija podvodne robote,  ki znajo sami sprejemati odločitve. Največji izziv pri razvoju podvodne tehnologije je bil do zdaj nadzor robotov, saj komunikacija med ljudmi in stroji pod vodo pogosto ni mogoča na običajen način. Kruusmaajeva je predlagala nove načine gibanja robotov po vzoru najboljših podvodnih navigatorjev v naravi – rib. Na podlagi istega vira navdiha je razvila na tok občutljive senzorje in aktuatorje, občutljive na tokove, ki robotom pomagajo bolje zaznavati okolje.

Je tudi soustanoviteljica tehnološke skupine fits.me in startup podjetja SafeToAct, ki se osredotoča na inovativne rešitve v medicini, kot je izdelava umetne ledvice.
Leta 2020 je bila izvoljena za glavno znanstveno svetovalko Evropske komisije.

## Osebno
Kruusmaajeva je poročena in ima dva sinova in hčerko. Njena mati je slikarka Lilia Sink, njen oče pa je bil flavtist in skladatelj Kuldar Sink.

## Priznanja in nagrade
- 2012 Red bele zvezde IV. stopnje (2012)[5][6]
- 2016 raziskovalna nagrada Republike Estonije (2016)[5]
- Novinarska nagrada prijatelj znanosti 2017 (2017)[5]
- 2023 francoskega reda viteza akademskih palm (2023)